# Центрально-Коспашское сельское поселение
Центрально-Коспашское се́льское поселе́ние — бывшее муниципальное образование в Кизеловском муниципальном районе Пермского края Российской Федерации.
Административный центр и единственный населённый пункт — посёлок Центральный-Коспашский.

## История
Статус и границы сельского поселения установлены Законом Пермской области от 27 декабря 2004 года № 1981-433 «Об утверждении границ и о наделении статусом муниципальных образований административной территории города Кизела Пермской области»
Упразднено в 2018 году вместе с другими поселениями муниципального района путём их объединения в Кизеловский городской округ.

## Население
| 2005  | 2010  | 2012  | 2013  | 2014  | 2015  | 2016  |
| ----- | ----- | ----- | ----- | ----- | ----- | ----- |
| 2900  | ↘1464 | ↘1439 | ↘1422 | ↘1405 | ↘1380 | ↘1365 |
| 2017  | 2018  |       |       |       |       |       |
| ↘1352 | ↘1331 |       |       |       |       |       |